# Carmen Di Lauro
Carmela Di Lauro detta Carmen (Vico Equense, 24 marzo 1988) è una politica italiana, dal 23 marzo 2018 deputata alla Camera per il Movimento 5 Stelle.

## Biografia
Nata il 24 marzo 1988 a Vico Equense (NA), ma è cresciuta ed è tuttora residente a Castellammare di Stabia (NA), consegue il diploma di maturità al liceo scientifico nel 2007, prima di essere eletta deputata è stata fondatrice con alcuni coetanei di una startup innovativa che si occupa di servizi turistici.

## Attività politica
Nel 2012 s'iscrive al Movimento 5 Stelle (M5S) di Beppe Grillo e Gianroberto Casaleggio, aderendo al meet-up di Castellammare di Stabia e partecipando alle campagne elettorali per le votazioni locali.
Alle elezioni politiche del 2018 viene candidata alla Camera dei deputati, tra le liste del M5S nel collegio plurinominale Campania 1 - 03, venendo eletta deputata. Durante la XVIII legislatura della Repubblica è stata componente della 14ª Commissione Politiche dell'Unione europea, della 8ª Commissione Ambiente, territorio e lavori pubblici e della Commissione parlamentare per l'indirizzo generale e la vigilanza dei servizi radiotelevisivi, oltre ad essere segretaria e delegata d'aula del gruppo parlamentare M5S alla Camera e a farsi, come prima firmataria, promotrice di disegni di legge sulla tutela dei diritti degli animali e sull’istituzione dello psicologo scolastico.
Nel 2020 aderisce alla campagna #iocoltivo in merito alla legalizzazione della cannabis anche in ottica di legalità.
Ad aprile 2021 lancia una proposta di legge in Parlamento, assieme al senatore M5S Alberto Airola, per istituire una giornata in ricordo di Gianroberto Casaleggio il 12 aprile.
All'interno del Movimento 5 Stelle è stata vicina a Luigi Di Maio, ma non lo segue nella sua scissione dal partito in Insieme per il futuro.
Alle elezioni politiche anticipate del 2022 viene ricandidata alla Camera per il Movimento 5 Stelle, sia nel collegio uninominale Campania 1 - 06 (Somma Vesuviana) che nel collegio plurinominale Campania 1 - 02 in seconda posizione, venendo rieletta deputata nell'uninominale con il 34,78% dei voti, superando di poco rispetto alla principale candidata del centro-destra, in quota Fratelli d'Italia, Marta Schifone (33,7%). Nella XIX legislatura è componente della 12ª Commissione Affari sociali.